# Trossingen
Trossingen és una ciutat alemanya situada al sud de Baden-Württemberg. Amb uns 15.400 habitants, és la segona ciutat més gran del districte de Tuttlingen. Està situada a l'altiplà de la Baar, aproximadament 15 km a l'est de la Selva Negra, 15 km a l'oest del Jura de Suabia, 50 km al nord del llac de Constança.